# CJ ENM
CJ ENM (Abkürzung für Cheil Jedang Entertainment aNd Merchandising) ist ein südkoreanischer Medienkonzern und ein Tochterunternehmen der CJ Group. Das Unternehmen entstand 2018 aus dem Zusammenschluss von CJ E&M (Entertainment and Media) und CJ O Shopping. Zu dem Unternehmen gehören einige Fernsehsender in Südkorea, das größte Filmstudio Südkoreas und ein Musiklabel.

## Geschichte
Die Geschäftsbereiche des Unternehmens gehen auf das Jahr 1994 zurück. Nach dem Tod von Lee Byung-chull sollte die Lebensmittelsparte Cheil Jedang aus dem Samsung-Konglomerat herausgelöst werden. Cheil Jedang stand bereits unter der Führung eines eigenen Managements, der Prozess des Herauslösens dauerte aber noch bis 1997 an. Die neue Führung investierte aber schon in neue Bereiche. Darunter Homeshopping, Filmproduktion und Kinos. Im Laufe der Zeit entstanden neue Tochterunternehmen, die zusammengelegt und umstrukturiert wurden.

## Sparten
- CJ O Shopping – international operierende Homeshoppingdivision
- CJ E&M – Unterhaltungsmediendivision
  - Sparte Media Content – Fernsehen und Serienproduktion
    - Fernsehsender
      - Catch On
      - CH Dia
      - Chunghwa TV
      - English Gem
      - Mnet
      - OGN
      - Olive
      - OnStyle
      - OCN
        - OCN Movies
        - OCN Thrills

      - Tooniverse
      - tvN
      - UXN
      - Streaming
      - TVING

    - Dramaproduktion
      - Studio Dragon

  - Sparte Animation
    - Studio Bazooka

  - Sparte Film
    - CJ Entertainment

  - Sparte Musik
    - Stone Music Entertainment

  - Sparte Veranstaltungen
    - Mnet Asian Music Awards
    - KCON
    - Get it Beauty CON
    - Olive Market

  - Sparte Musicals
  - Sparte Media Solution – Marketing